# أم محجن
أم محجن أو محجنة هي المرأة السوداء التي كانت تقمُّ المسجد النبوي في زمن النبي، فلما ماتت ذهب إلى قبرها وصلى عليها.

## قصتها
هي خادمة المسجد النبوي، وقع ذكرها في صحيحي البخاري ومسلم من غير تسمية، بينما سماها يحيى بن أبي أنيسة عن علقمة بن مرثد، عن رجل من أهل المدينة؛ قال: «كانت امرأة من أهل المدينة يقال لها محجنة تقمُّ المسجد»، كانت أم محجن امرأة سوداء تقمُّ المسجد النبوي في زمن النبي، فلما ماتت ذهب إلى قبرها وصلى عليها، ففي الصحيحين: «أن امرأة سوداء كانت تقم المسجد، فسأل عنها النبي صلى الله عليه وسلم فقالوا: ماتت، فقال: أفلا كنتم آذنتموني؟ قال: دلوني على قبرها، فدلوه فصلى عليها.»

## وصلات خارجية
- مقال بعنوان: المرأة السوداء التي كانت تقمُّ المسجد، شبكة الألوكة.
- كتاب نساء حول الرسول، قصة أم محجن.